# Paral·lel 15° nord
El paral·lel 15° nord és una línia de latitud que es troba a 15 graus nord de la línia equatorial terrestre. Travessa Àfrica, Àsia, el oceà Índic, el oceà Pacífic, Centreamèrica, el Carib i el oceà Atlàntic.
En el conflicte entre Txad i Líbia de 1978 a 1987, aquest paral·lel, conegut com la "Línia Vermella", va delimitar les zones controlades per combatents oposats.

## Geografia
En el sistema geodèsic WGS84, al nivell de 15° de latitud nord, un grau de longitud equival a 107,549 km; la longitud total del paral·lel és de 38.718 km, que és aproximadament 97% de la de l'equador. Es troba a una distància de 1.659 km de l'equador i a 8.343 km del pol Nord.
Igual que tots els altres paral·lels a part de l'equador,el paral·lel 15° nord no és un cercle màxim i, per tant, no és la distància més curta entre dos punts, fins i tot si són a la mateixa latitud. Per exemple, seguint el paral·lel, la distància recorreguda entre dos punts de longitud oposada és 19.672  km; després d'un cercle màxim (que passa pel Pol Nord), només és 17.572  km.

## Durada del dia
En aquesta latitud, el sol és visible durant 13 hores i 1 minut a l'estiu, i 11 hores i 14 minuts en solstici d'hivern.

## Arreu del món
Començant al meridià de Greenwich i dirigint-se cap a l'est, el paral·lel 15º passa per:
| Coordenades                               | País, territori o mar          | Notes                                                                                           |
| ----------------------------------------- | ------------------------------ | ----------------------------------------------------------------------------------------------- |
| 15° 0′ N, 0° 0′ E / 15.000°N,0.000°E      | Mali                           |                                                                                                 |
| 15° 0′ N, 1° 0′ E / 15.000°N,1.000°E      | Níger                          |                                                                                                 |
| 15° 0′ N, 13° 51′ E / 15.000°N,13.850°E   | Txad                           |                                                                                                 |
| 15° 0′ N, 22° 47′ E / 15.000°N,22.783°E   | Sudan                          |                                                                                                 |
| 15° 0′ N, 36° 27′ E / 15.000°N,36.450°E   | Eritrea                        |                                                                                                 |
| 15° 0′ N, 40° 32′ E / 15.000°N,40.533°E   | Mar Roig                       |                                                                                                 |
| 15° 0′ N, 42° 53′ E / 15.000°N,42.883°E   | Iemen                          |                                                                                                 |
| 15° 0′ N, 50° 26′ E / 15.000°N,50.433°E   | Oceà Índic                     | Mar d'Aràbia                                                                                    |
| 15° 0′ N, 74° 1′ E / 15.000°N,74.017°E    | Índia                          | Goa Karnataka Andhra Pradesh                                                                    |
| 15° 0′ N, 80° 3′ E / 15.000°N,80.050°E    | Oceà Índic                     | Golf de Bengala · Passa just al nord de Passa just al nord de Preparis, Myanmar · Mar d'Andaman |
| 15° 0′ N, 97° 47′ E / 15.000°N,97.783°E   | Myanmar                        |                                                                                                 |
| 15° 0′ N, 98° 13′ E / 15.000°N,98.217°E   | Tailàndia                      |                                                                                                 |
| 15° 0′ N, 105° 35′ E / 15.000°N,105.583°E | Laos                           |                                                                                                 |
| 15° 0′ N, 107° 28′ E / 15.000°N,107.467°E | Vietnam                        |                                                                                                 |
| 15° 0′ N, 108° 55′ E / 15.000°N,108.917°E | Mar de la Xina Meridional      | Passa just al sud del disputat Escull Scarborough                                               |
| 15° 0′ N, 120° 3′ E / 15.000°N,120.050°E  | Filipines                      | Illa de Luzon                                                                                   |
| 15° 0′ N, 121° 33′ E / 15.000°N,121.550°E | Oceà Pacífic                   | Illa de Polillo                                                                                 |
| 15° 0′ N, 121° 49′ E / 15.000°N,121.817°E | Filipines                      | Illa de Polillo                                                                                 |
| 15° 0′ N, 122° 3′ E / 15.000°N,122.050°E  | Oceà Pacífic                   | Mar de les Filipines                                                                            |
| 15° 0′ N, 145° 35′ E / 15.000°N,145.583°E | Illes Mariannes Septentrionals | Illa de Tinian                                                                                  |
| 15° 0′ N, 145° 40′ E / 15.000°N,145.667°E | Oceà Pacífic                   | Passa al nord de Bokak Atoll, Illes Marshall                                                    |
| 15° 0′ N, 92° 43′ O / 15.000°N,92.717°O   | Mèxic                          | Chiapas                                                                                         |
| 15° 0′ N, 92° 8′ O / 15.000°N,92.133°O    | Guatemala                      |                                                                                                 |
| 15° 0′ N, 89° 11′ O / 15.000°N,89.183°O   | Hondures                       |                                                                                                 |
| 15° 0′ N, 83° 25′ O / 15.000°N,83.417°O   | Nicaragua                      | Per uns 11 km                                                                                   |
| 15° 0′ N, 83° 18′ O / 15.000°N,83.300°O   | Hondures                       |                                                                                                 |
| 15° 0′ N, 83° 9′ O / 15.000°N,83.150°O    | Mar Carib                      | Pasa entre Dominica i Martinica (França)                                                        |
| 15° 0′ N, 61° 15′ O / 15.000°N,61.250°O   | Oceà Atlàntic                  |                                                                                                 |
| 15° 0′ N, 24° 28′ O / 15.000°N,24.467°O   | Cap Verd                       | Illa de Fogo                                                                                    |
| 15° 0′ N, 24° 18′ O / 15.000°N,24.300°O   | Oceà Atlàntic                  |                                                                                                 |
| 15° 0′ N, 23° 44′ O / 15.000°N,23.733°O   | Cap Verd                       | Illa de Santiago                                                                                |
| 15° 0′ N, 23° 27′ O / 15.000°N,23.450°O   | Oceà Atlàntic                  |                                                                                                 |
| 15° 0′ N, 17° 4′ O / 15.000°N,17.067°O    | Senegal                        |                                                                                                 |
| 15° 0′ N, 12° 28′ O / 15.000°N,12.467°O   | Mauritània                     |                                                                                                 |
| 15° 0′ N, 11° 48′ O / 15.000°N,11.800°O   | Mali                           |                                                                                                 |
| 15° 0′ N, 0° 50′ O / 15.000°N,0.833°O     | Burkina Faso                   |                                                                                                 |
| 15° 0′ N, 0° 2′ O / 15.000°N,0.033°O      | Mali                           |                                                                                                 |